# Wojciech Zawadzki (duchowny)
Wojciech Bogdan Zawadzki (ur. 18 marca 1964 w Elblągu) – polski duchowny katolicki diecezji elbląskiej, profesor nauk humanistycznych, profesor w Wydziale Nauk Historycznych UKSW w Warszawie oraz w Wyższym Seminarium Duchownym w Elblągu, teolog i archiwista.

## Życiorys
Urodził się w Elblągu w rodzinie Henryka i Zofii z domu Mech. W 1983 uzyskał maturę w I Liceum Ogólnokształcącym w Elblągu. W tym samym roku został przyjęty do seminarium duchownego „Hosianum” w Olsztynie. Święcenia kapłańskie otrzymał 10 czerwca 1989 w Olsztynie z rąk biskupa warmińskiego Edmunda Piszcza.
Stopień naukowy doktora nauk teologicznych uzyskał w 1995 na Katolickim Uniwersytecie Lubelskim na podstawie rozprawy „Kształtowanie się nauki i praktyk pokutnych w starożytności chrześcijańskiej w świetle pism Bernharda Poschmanna” (promotor ks. prof. dr hab. Jerzy Misiurek). Tytuł profesora nauk humanistycznych został nadany przez prezydenta Rzeczypospolitej Polskiej Bronisława Komorowskiego 28 lipca 2015. Od 2016 profesor zwyczajny w Instytucie Historii Uniwersytetu Kardynała Stefana Wyszyńskiego w Warszawie.
Dyrektor Archiwum Diecezji Elbląskiej od 1998. Wykładowca w Wyższym Seminarium Duchownym Diecezji Elbląskiej od 1995. W latach 1998–2004 wykładowca w Misyjnym Seminarium Duchownym Księży Werbistów w Pieniężnie. W latach 1995–1999 wykładowca w Pomezańskim Kolegium Teologii (przekształconym w Pomezański Instytut Teologii) w Elblągu afiliowanym do warszawskiej ATK. Od 2020 dyrektor Instytutu Historii Wydziału Nauk Historycznych Uniwersytetu Kardynała Stefana Wyszyńskiego. Organizator licznych konferencji naukowych oraz autor wielu publikacji z zakresu nowożytnych dziejów Pomorza oraz Warmii i Mazur. Główne zainteresowania badawcze dotyczą między innymi historii nowożytnej i XIX w., dziejów Prus XVI–XIX w., pruskiej prezbiterologii, monasteriologii oraz prozopografii. Członek między innymi Towarzystwa Naukowego KUL, Instytutu Kaszubskiego i Warmińskiego Towarzystwa Historycznego (Historischer Verein für Ermland).

## Publikacje (wybrane książki monograficzne i redagowane)
- Bernard Poschmann – warmiński badacz wczesnochrześcijańskiej pokuty, Olsztyn 1998
- Duchowieństwo katolickie z terenu obecnej diecezji elbląskiej w latach 1821-1945, Olsztyn 2000
- Duchowieństwo katolickie oficjalatu pomezańskiego w latach 1525-1821, Elbląg 2009, tom I. Studium prozopograficzne; tom II. Słownik
- Zakony w Pomezanii w XVII-XIX wieku, Olsztyn-Elbląg 2013
- Dzieje Niedźwiedzicy na Żuławach Wielkich do 1945 roku, Elbląg 2014
- Dzieje klasztoru bernardyńskiego w Kadynach, Elbląg 2015
- Kapituła Katedralna Elbląska. Statut – Historia – Kanonicy, opr. W. Zawadzki, Elbląg 2016
- Życie lokalnych społeczności w Prusach Królewskich wpisane w księgi metrykalne, red. W. Zawadzki, Elbląg 2016
- Beata Dorothea Montoviensis, Prusiae Patrona. 40 rocznica zatwierdzenia kultu bł. Doroty z Mątów Wielkich, red. W. Zawadzki, Kwidzyn 2017
- Dysydenci czy decydenci? Protestanci w obu częściach Prus i Koronie w XVI-XVIII wieku, red. W. Zawadzki, Elbląg 2018
- Polacy w Prusach Wschodnich i Zachodnich w latach 1918-1920, red. W. Zawadzki, Pelplin 2019
- Kobiety w Prusach Królewskich, red. W. Zawadzki, Pelplin 2020
- Żuławy Malborskie i Elbląskie 1772-1945. Perspektywa społeczno-religijna, Pelplin 2021